# 第一次南奧塞提亞戰爭
第一次南奧塞提亞戰爭是指在1991年至1992年發生的格鲁吉亚－奧塞提亞衝突，戰爭一方為格鲁吉亚政府軍與喬治亞裔民兵，另外一方則是南奥塞梯部隊與奧塞梯民兵，當中南奥塞梯希望脫離格鲁吉亚而成為獨立國家。
隨著蘇聯解體，加姆薩胡爾季阿當選格魯吉亞領導人，儘管他的政策主要針對蘇聯，但他的格魯吉亞民族主義行為侵犯了格魯吉亞境內的少數民族。同時南奧塞梯人也組織起來並表達了民族願望：南奧塞梯的最高蘇維埃要求改變自治州的地位成立直属蘇聯的共和國，這一舉動被喬治亞最高蘇維埃宣佈為非法。1989年11月23日，加姆薩胡爾季阿在南奧塞梯的首府茨欣瓦利舉行一次示威遊行，南奧塞梯人通過封鎖道路來防止這種情況。暴力衝突爆發，導致多人受傷。在接下來的幾個月中南奧塞梯人開始武裝自己。
1991年1月5日至6日晚，格魯吉亞警察部隊進入茨辛瓦利解除奧塞梯民兵團體的武裝。由於衝突，該鎮被分為兩部分，一側是格魯吉亞人，另一側是奧塞梯人。 一月底，根據俄羅斯中介達成的停火協議，格魯吉亞人撤退到城市周圍的山丘上。据人權觀察說，在戰爭中格魯吉亞準軍事團體，他們對南奧塞梯的奧塞梯平民採取了暴力行動，希望將奧塞梯人驅逐並帶回格魯吉亞人的村莊。在俄羅斯部隊介入下，各方部隊在1992年6月24日簽署停火協議，並且建立格鲁吉亚－奧塞提亞衝突解決聯合管理委員會。

## 外部連結
- Журнал «Гражданин», № 2 Archive.today的存檔，存档日期2013-01-03
- Kонфликт в Южной Осетии и права человека
- Документальный фильм «Осетинский узел», 1993 г （页面存档备份，存于）